# Герд Фалтінгс
Герд Фалтінгс (народився 28 липня 1954 року в Гельзенкірхені) — німецький математик відомий своєю працею в арифметичній алгебраїчній геометрії.
З 1972 по 1978 рік він навчався математиці і фізиці в університеті Мюнстера. У 1978 році він отримав кандидатський ступінь з математики, а в 1981 році докторський ступінь з математики в університеті Мюнстера. За цей час він працював помічником професора в університеті Мюнстера. З 1982 по 1984 рік він був професором в університеті Вупперталь. Після цього він був професором в Принстонському університеті (1985—1994).
Нагороджений премією Філдса у 1986 році за доведення гіпотези Морделла, в якій говориться, що будь-яка неособлива проєктивна крива роду {\displaystyle g>1}, визначена над числовим полем K, містить лише скінченне число K-раціональних точок.
З 1995 року був директором Інституту Макса Планка з математики в Бонні. У 1996 році отримав премію Лейбніца від Німецького науково-дослідницького співтовариства, яка є найвищою нагородою для німецьких дослідників.

## Нагороди та визнання
- 1983: Премія Денні Гайнемана
- 1986: Медаль Філдса
- 1988: Грант Ґуґґенгайма
- 1991: Член-кореспондент Геттінгенської академії наук[7]
- 1992: Член Леопольдини[8]
- 1994: Пленарний доповідач на Міжнародному конгресі математиків
- 1996: Премія Лейбніца
- 1999: член Рейнсько-Вестфальської академії[de]
- 2008: Премія Штаудта[de]
- 2009: Орден «За заслуги перед Федеративною Республікою Німеччина», Офіцерський хрест
- 2010: Премія Гейнца Гуміна[de]
- 2012: почесний доктор Вестфальського університету
- 2014: Міжнародна премія короля Фейсала
- 2014: член Європейської академії
- 2015: Премія Шао
- 2016: іноземний член Лондонського королівського товариства
- 2017: Медаль Кантора
- 2018: іноземний член Національної академії наук США